# HD 215669
HD 215669，又名CD-3415735，SAO 214081、HR 8668，是一颗恒星，视星等为6.28，位于銀經10.46，銀緯-62.51，其B1900.0坐标为赤經22h 41m 42.6s，赤緯-34° -62.51′ 22″。